# Syngnathus californiensis
Syngnathus californiensis — вид морських іглиць. Мешкає в східній Пацифіці від бухти Бодега в північній Каліфорнії, США, до південної Баха-Каліфорнії, Мексика. Морська субтропічна демерсальна риба, що сягає 50,0 см довжиною.